# Tour du Doubs 2020
Il Tour du Doubs 2020, trentacinquesima edizione della corsa, valevole come evento dell'UCI Europe Tour 2020 categoria 1.1 e come prova della Coppa di Francia 2020, si svolse il 6 settembre 2020 su un percorso di 200 km, con partenza a Morteau ed arrivo a Pontarlier, in Francia. La vittoria fu appannaggio del belga Loïc Vliegen, il quale completò il percorso in 4h51'21", alla media di 41,19 km/h, precedendo l'eritreo Biniam Girmay e il francese Aurélien Paret-Peintre. 
Sul traguardo di Pontarlier 128 ciclisti, dei 138 partiti da Morteau, portarono a termine la competizione.

## Squadre partecipanti
| N.      | Cod. | Squadra                    |
| ------- | ---- | -------------------------- |
| 1-6     | FDJ  | Groupama-FDJ               |
| 11-16   | COF  | Cofidis                    |
| 21-26   | ALM  | AG2R La Mondiale           |
| 31-36   | ARK  | Team Arkéa-Samsic          |
| 41-46   | BVC  | B&B Hotels-Vital Concept   |
| 51-56   | NRL  | Natura4Ever-RLM            |
| 61-66   | AUB  | St Michel-Auber 93         |
| 71-76   | NDP  | NIPPO DELKO One Provence   |
| 81-86   | TDE  | Total Direct Énergie       |
| 91-96   | SVB  | Sport Vlaanderen-Baloise   |
| 101-106 | WVA  | Bingoal-Wallonie Bruxelles |
| 111-116 | CWG  | Circus-Wanty Gobert        |

| N.      | Cod. | Squadra                |
| ------- | ---- | ---------------------- |
| 121-126 | VBG  | Team Vorarlberg Santic |
| 131-136 | SRA  | Swiss Racing Academy   |
| 141-146 | AET  | Akros-Excelsior-Thömus |
| 151-156 | LPC  | Leopard Pro Cycling    |
| 161-166 | AFC  | Alpecin-Fenix          |
| 171-176 | CJR  | Caja Rural-Seguros RGA |
| 181-186 | EVO  | EvoPro Racing          |
| 191-196 | THR  | Vini Zabù KTM          |
| 201-206 | CDF  | Feirense               |
| 211-216 | EKP  | Equipo Kern Pharma     |
| 221-226 | FRA  | Selezione francese     |

## Ordine d'arrivo (Top 10)
| Pos. | Corridore              | Squadra       | Tempo    |
| ---- | ---------------------- | ------------- | -------- |
| 1    | Loïc Vliegen           | Circus        | 4h51'21" |
| 2    | Biniam Girmay          | Nippo         | a 14"    |
| 3    | Aurélien Paret-Peintre | AG2R          | s.t.     |
| 4    | Romain Hardy           | Arkéa         | s.t.     |
| 5    | Alexander Krieger      | Alpecin       | a 22"    |
| 6    | Jan Maas               | Leopard       | s.t.     |
| 7    | Jérémy Leveau          | Natura4Ever   | s.t.     |
| 8    | Jordi Warlop           | Sport Vlader. | s.t.     |
| 9    | Baptiste Planckaert    | Bingoal       | s.t.     |
| 10   | St Michel              | Vorarlberg    | s.t.     |